# Uday Huseín
Uday Sadam Huseín al Tikriti (en árabe: عُدي صدّام حُسين‎; Tikrit, Irak 8 de junio de 1964 – Mosul, Irak 22 de julio de 2003) fue un político y empresario iraquí. Era el hijo mayor del Presidente de Irak Sadam Huseín, concebido con su primera esposa Sajida Talfah. Era el hermano mayor de Kusay Huseín, de Raghad Huseín, de Rana Huseín y de Hala Huseín.   
Uday fue militar, hombre de negocios y desempeñó diferentes cargos durante la dictadura de su padre, siendo los más  destacados el cargo autoimpuesto de presidente del Comité Olímpico, de la Asociación de Fútbol Iraquí y también fue el máximo líder de los Fedayines de Sadam.
Tuvo múltiples denuncias de violación, asesinato y tortura, incluida la tortura de atletas olímpicos iraquíes y el equipo nacional de fútbol. Cuando Estados Unidos dio curso a la invasión de Irak de 2003, Uday Huseín murió abatido por las fuerzas especiales estadounidenses. Junto a él, murieron también su hermano Kusay Huseín y su sobrino, durante un tiroteo en la ciudad de Mosul. Estuvo casado con la hija de Izzat Ibrahim ad-Douri, que era vicepresidente y presidente suplente del Consejo de Comando Revolucionario, pero se divorciaron después.

## Biografía
Uday Huseín nació en Bagdad el 18 de junio de 1964, cuando su padre estaba en prisión. Se graduó en secundaria con altas calificaciones. Estuvo durante algunos días en la Facultad de Medicina de la Universidad de Bagdad, pero cambió la carrera por la de Ingeniería y se graduó en ella, siendo el primero en una clase de 76 estudiantes. Sin embargo, algunos de sus profesores más tarde admitieron que Uday apenas lograba obtener calificaciones aprobatorias en muchas de sus clases, y se le concedió el honor de ser el mejor alumno porque era el hijo de Sadam.   
Como su estatus era el de hijo mayor de Sadam y por ende se le consideraba como sucesor, lo cierto es que Uday cayó en desgracia con su padre. En octubre de 1988, en una fiesta en honor de Suzanne Mubarak, la esposa del entonces Presidente de Egipto Hosni Mubarak, mató al valet personal de su padre Kamel Hana Gegeo, posiblemente a petición de su madre. Ante un grupo de invitados horrorizados, un intoxicado Uday golpeó a Gegeo y lo apuñaló repetidamente con un cuchillo eléctrico. Gegeo recientemente había presentado a Sadam a una mujer más joven, Samira Shahbandar, quien luego se convirtió en la segunda esposa de Sadam. Uday consideró que la relación de su padre con Shahbandar era un insulto a su madre. También puede haber temido perder la sucesión de Gegeo, cuya lealtad a Sadam Huseín era incuestionable.
Como castigo por el asesinato, Sadam encarceló brevemente a su hijo y lo sentenció a muerte; sin embargo, Uday probablemente purgó solo tres meses en una prisión en un área privada. En respuesta a la intervención personal del rey Hussein de Jordania, su padre envió a Uday a Suiza como el asistente del embajador iraquí en el país europeo. Sadam liberó a Uday, desterrándolo a Suiza como asistente del embajador iraquí allí. Fue expulsado por el gobierno suizo en 1990 después de que fue arrestado repetidamente por estar involucrado en peleas y agresiones.
Junto con su hermano Kusay, estuvo involucrado en el asesinato de sus dos cuñados, Hussein Kamel al-Majid y Saddam Kamel al-Majid en 1996. Los dos hombres fueron asesinados después de su regreso a Irak, mientras desertaron antes a Jordania junto con sus esposas e hijos.
Sadam más tarde designó a Uday presidente del Comité Olímpico Iraquí y la Asociación de Fútbol de Irak. En esos roles, él torturaba a los atletas que no pudieran ganar. Además, fundó su propio club deportivo llamado Al-Rasheed y contrató a todos los mejores jugadores del país para jugar en el club mientras dominaban el fútbol iraquí hasta su disolución en 1990. También se convirtió en el editor del periódico Babel, el secretario general de la Unión Iraquí de Estudiantes y el jefe de la organización paramilitar Fedayeen Saddam. Uday parecía orgulloso de su reputación y se hacía llamar Abu Sarhan, un término árabe para "lobo".
Uday tenía un doble, que sufrió heridas permanentes durante un intento de asesinato en diciembre de 1996. Cuando él estaba en Suiza, su doble recibió entre 7 y 13 balas mientras conducía en Mansour (Bagdad), se creía inicialmente que había sufrido parálisis. Tras ser llevado al Hospital Ibn Sina, eventualmente se recuperó pero con una notable cojera. A pesar de las operaciones repetidas, dos balas permanecieron alojadas en su espina dorsal y no pudieron ser removidas debido a su ubicación cerca de la médula espinal. A raíz de las posteriores discapacidades de Uday, Sadam le dio a Kusay una mayor responsabilidad y autoridad, y lo designó como su heredero en 2000.
Uday abrió cuentas con Yahoo! y MSN Messenger, que generó controversia ya que supuestamente violó las sanciones comerciales de Estados Unidos contra Irak. Uday también acumuló una gran colección de videos, encontrada en su palacio en 2003, mucha de la cual se presentó tanto en situaciones públicas como privadas.

## Acusaciones de crímenes
Un informe publicado por la cadena estadounidense ABC el 20 de marzo de 2003, un día antes de la invasión de Irak, detalló las siguientes acusaciones contra Uday:   
- Como presidente del Comité Olímpico Iraquí, ordenó el encarcelamiento y tortura de atletas que no habían cumplido con sus expectativas. Según testigos, solía instruir por escrito el número de veces en que se debía golpear a los deportistas (en las plantas de los pies, para no dejarles marcas visibles en el resto del cuerpo). Además, los llamaba despectivamente "perros" y "monos"[21] —considerado como insultos en el mundo árabe— en sus caras.

- Un desertor informó que los jugadores de fútbol encarcelados se vieron obligados a patear una pelota de cemento después de no poder llegar a la final de la Copa Mundial de la FIFA de 1994.[22] El equipo nacional de fútbol iraquí fue visto con la cabeza afeitada después de no lograr un buen resultado en un torneo en la década de 1980. Otro desertor afirmó que los atletas fueron arrastrados a través de un hoyo de grava y luego sumergidos en un tanque de aguas residuales para inducir la infección en sus heridas.[23] Después de que Irak perdió por 4-1 ante Japón en los cuartos de final de la Copa Asiática AFC 2000 en Líbano, el arquero Hashim Khamis Hassan, el defensor Abdul-Jabar Hashim Hanoon y el alero Qahtan Chathir Drain fueron etiquetados como culpables de la pérdida y finalmente azotados durante tres días por fuerzas de seguridad bajo las órdenes de Uday.[24]

Otras acusaciones incluyen:
- Uday era conocido por entrar a fiestas y “descubrir” mujeres para violarlas. La revista Time publicó un artículo en 2003 detallando su brutalidad sexual.[25][26]

- Cuando las tropas de Estados Unidos allanaron su mansión en Bagdad, encontraron un zoológico personal con leones y guepardos, un garaje subterráneo para su colección de autos de lujo, cuadros glorificándolo a él y su madre con Sadam (se conoce que esto enfureció a su padre), cigarros cubanos con su nombre inscrito y millones de dólares en vinos finos, licores y heroína.

- Uso de máscara de hierro en personas.

- Haber matado a un oficial del ejército cuando este rechazó que Uday bailara junto con su esposa; el hombre murió después de sus heridas. Uday también disparó y mató a un oficial del ejército cuando éste no lo saludó.[23]

- Tenía aproximadamente 1.200 automóviles de lujo, incluyendo un Rolls-Royce Corniche valorado en 200.000 dólares. Un Lamborghini LM002, que le regaló Muamar el Gadafi, fue destruido con explosivos por las fuerzas estadounidenses para demostrar los efectos de un coche bomba.

- Tramar en el año 2000 asesinar a Ahmed Chalabi, el líder del Congreso Nacional Iraquí. Esto se hizo poco después de que Sadam nombrara a su hijo menor heredero de la dictadura, y Uday intentó sacar a Kusay de esa posición pidiendo favores a su padre durante el asesinato.[27]

## Muerte

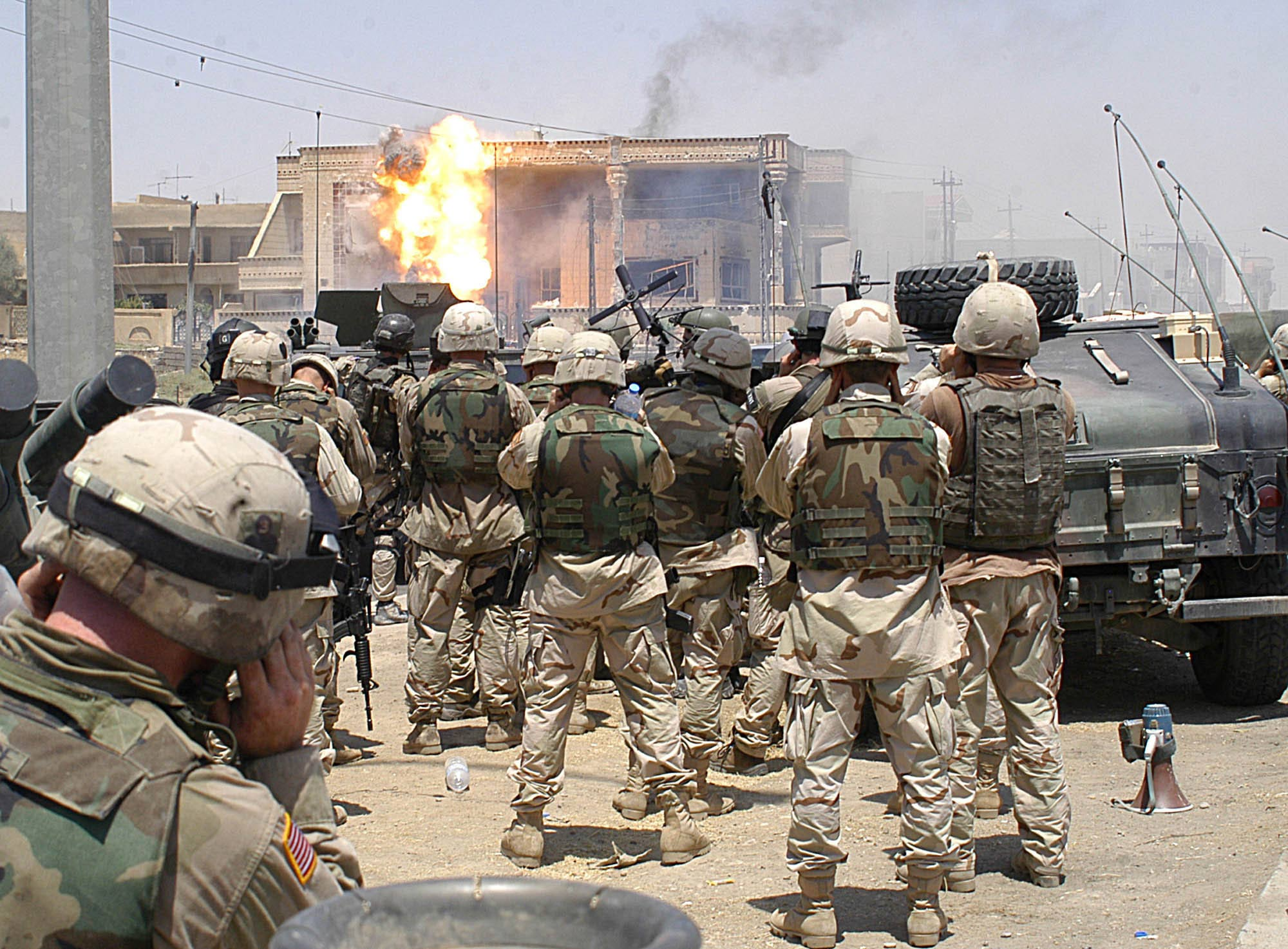
Soldados estadounidenses observan como un misil impacta en el frente de la casa de Uday Huseín.

El 22 de julio de 2003, la Task Force 20, ayudada por tropas de la 101.ª división aerotransportada del ejército de los Estados Unidos, rodeó a Uday, Kusay y su hijo Mustafa, de 14 años, durante un ataque contra una casa en la ciudad iraquí de Mosul. Uday había sido el As de Corazones en la baraja iraquí de los más buscados (con Kusay siendo el As de tréboles). Siguiendo el consejo de un iraquí no identificado, el elemento de bloqueo de la 101 División Aerotransportada brindó seguridad mientras los operadores de la Fuerza de Tarea 20 intentaron aprehender a los habitantes de la casa. Hasta 200 soldados estadounidenses, más tarde con la ayuda de helicópteros OH-58 Kiowa y un A-10 "Warthog", rodearon y dispararon contra la casa, matando así a Uday, Kusay y el hijo de Kusay. Después de aproximadamente cuatro horas de batalla, los soldados entraron a la casa y encontraron cuatro cuerpos, incluido el guardaespaldas de los hermanos Huseín.         

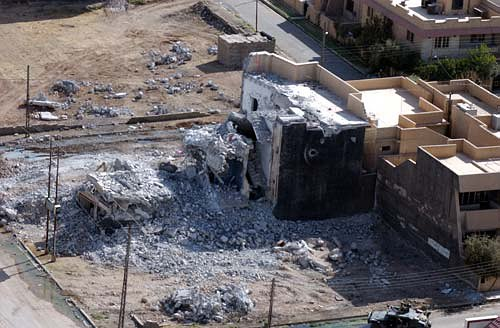
Estado en el que quedó la casa de Uday Huseín después del ametrallamiento y bombardeo.

Más tarde, el comando estadounidense dijo que los registros dentales habían identificado de manera concluyente a dos de los hombres muertos como hijos de Sadam Huseín. También anunciaron que el informante (posiblemente el propietario de la villa en Mosul en el que los hermanos fueron abatidos) recibiría la recompensa combinada de 30 millones de dólares que anteriormente se ofrecía para su captura.
La Administración de EE. UU. Publicó imágenes gráficas de los cuerpos de los hermanos Huseín. Esto fue criticado y la respuesta de los militares estadounidenses fue señalar que estos hombres no eran combatientes comunes y expresar la esperanza de que la confirmación de las muertes ayudaría a sanar al pueblo iraquí. Uday fue enterrado en un cementerio cerca de Tikrit junto a Kusay y Mustapha Huseín.
Esa noche, y varias noches después de la muerte de Uday y Kusay Huseín, se escucharon disparos de celebración en todo Bagdad.